# مخيم الفارعة
مخيم الفارعة هو مخيم للاجئين الفلسطينيين أنشئ بعد نكبة عام 1948 في وسط شمال الضفة الغربية ويتبع لمحافظة طوباس ويقع إلى الجنوب من مدينة طوباس. يبعد المخيم 17 كيلومترا إلى الشمال الشرقي من نابلس ويتبع محافظة طوباس.

## نشأة المخيم وسبب التسمية
يعد أحد المخيمات الفلسطينية المُنشأة بعد النكبة عام 1948م حيث تبلغ مساحته 225000 مترا مربعا، ويقع على بعد 17 كم شمال شرق من مدينة نابلس و 5 كم جنوب محافظة طوباس و 25 كم جنوب محافظة جنين وهو جزء من سلسلة جبلية من الشمال ولكن تتغلغل فيه الأراضي الواسعة للزراعة ويعود أصل تسمية المخيم إلى عين الفارعة المحاذية للمخيم وهنالك قصتان متعلقتان بتسمية هذة العين الأولى حيث نسبت للفارعة أم الحجاج بن يوسف الثقفي التي شربت من العين، أما الثانية فهي منسوبه إلى الشيء الفارع أي الطويل بحيث تكون قد أخذت التسمية من طول مسافة جريانها فهي عين جارية ذات مياه عذبة دائمة الجريان وتقدر مياه النبع بـ 2.5 مليون متر مكعب سنوياً. كما يطل المخيم على أطلال حصن أثري مبني على تلة يرجح بأنه يعود لحقبة الدولة الأيوبية في فلسطين. ويسكن مخيم الفارعة حاليا حوالي 7,886 نسمة حسب إحصائيات وكالة الغوث الأخيرة.

## لمحة تاريخية
أقيم هذا المخيم على أرض مستأجرة سلمت لوكالة الغوث الدولية من قبل وزارة الاشغال والتعمير الأردنية سنة 1949م لإقامة مخيم للاجئين عليها بعد نكبة 1948م وهذه الأرض جزء من أراضي طوباس وأراضي عائلة عبد الهادي وقد بني المخيم عام 1950م حيث أقامت وكالة الغوث الدولية في بداية الأمر خيام للسكن والمؤسسات العامة من مدارس وعيادات ومسجد واستمر الوضع حتى عام 1951م. وفي سنة 1951م أنشئت بيوت من الإسبست وفي عام 1952م أنشئت بيوت من الإسمنت وبين عامي 1958–1959م أُنشئ قسم آخر تابع للمخيم يقع إلى الغرب من المخيم وأصبح فيما بعد جزء من المخيم يدعى هذا القسم بالمخيم الغربي، وفي شهر نوفمبر من سنة 1998م أصبح المخيم تحت سيطرة السلطة الوطنية الفلسطينية ضمن المنطقة «أ» وذلك نتيجة لتوقيع اتفاقية واي ريفر.
شارك أهالي المخيم في مقاومة الاحتلال الإسرائيلي، وقدّم العشرات من الشهداء، أبرزهم الاستشهادي محمد هزاع الغول، ومن سقطوا دفاعا عن المخيم: أحمد محمد أيوب، وصطفى جبر أبو زلط، واهر جوابرةـ وعبود مباركـ وعبد المنعم شاهين، وإبراهيم أبو صيام، ومحمد العبوشي، وفادي صبح، وإبراهيم سرحان، ومحمود إسماعيل.[بحاجة لمصدر]

## السكان
سكان المخيم ينحدرون من قرى شمال فلسطين ومعظمها في قضاء حيفا وشمال شرق يافا، الكفرين، صبارين، أم الزينات، بيار عدس، قنير، الريحانية، أم خالد، بصة الفالق (بركة رمضان)، السوالمة.

## الحياة الاقتصادية
1. يعتبر السواد الأعظم من الأيدي العاملة في المخيم من العمال كدرجة أولى، حيث يعمل بعض العمال في إسرائيل في قطاع البناء (حرفيين) وقسم الزراعة في الضفة وبخاصة الأراضي الزراعية المحاذية للمخيم، حيث يحيط المخيم بيّارات البرتقال والليمون والأراضي المزروعة بأشجار اللوز ويأتي بعدها الموظفون سواء في وكالة الغوث الدولية أو في الحكومة سواء مدنية أو عسكرية أو في المؤسسات الخاصة (نسبة الموظفين 14%) ومن ثم يأتي بعض المزارعين الذين يقومون بالزراعة وهؤلاء قليلو العدد.

1. يعتبر المخيم منطقة نائية بعيدة عن مراكز العمل سواء في أرض 48 أو في مناطق العمل في الضفة الغربية.

1. يعتبر الوضع الاقتصادي العام في مخيم الفارعة سيئا وضعيف وبشكل واضح أكثر من باقي المناطق وذلك للبعد الجغرافي عن مراكز العمل، أو للأجور الضئيلة التي يتقاضاها العمال في العمل بالقرب من المخيم ومناطقه الزراعية.

## ومن المؤسسات الموجودة في هذا المخيم
| الرقم | اسم المؤسسة                                 | الجهة المشرفة أو الممولة                |
| ----- | ------------------------------------------- | --------------------------------------- |
| 1     | مكتب مدير خدمات المخيم                      | وكالة الغوث الدولية                     |
| 2     | عيادة مخيم الفارعة الصحية                   | وكالة الغوث الدولية                     |
| 3     | مدرسة ذكور الفارعة الإعدادية                | وكالة الغوث الدولية                     |
| 4     | مدرسة إناث مخيم الفارعة الأولى (الإعدادية)  | وكالة الغوث الدولية                     |
| 5     | مدرسة إناث مخيم الفارعة الثانية (الإعدادية) | وكالة الغوث الدولية                     |
| 6     | مدرسة ذكور الفارعة الثانوية                 | وزارة التربية والتعليم                  |
| 7     | المركز النسوي                               | وكالة الغوث الدولية                     |
| 8     | مركز الشباب الاجتماعي                       | وكالة الغوث الدولية                     |
| 9     | الكشافة القادسية                            | جمعية الكشافة والمرشدات الفلسطينية      |
| 10    | اللجنة الشعبية لخدمات المخيم                | تشرف عليها دائرة شؤون اللاجئين          |
| 11    | حديقة ألعاب أطفال (حدائق عيون الزيتون)      | تشرف عليها اللجنة الشعبية لخدمات المخيم |
| 12    | مسجد الرباط ومسجد أبو بكر الصديق            | وزراة الأوقاف                           |
| 13    | مركز الشهيد صلاح خلف                        | ورزاة الرياضة                           |
| 14    | مدرسة إناث الفارعة الثانوية                 | وزراة التربية والتعليم                  |
| 15    | مركز تأهيل المعاقين                         | وكالة الغوث الدولية                     |

## الفارعة في السردية الوطنية الفلسطينية
يرتبط اسم المخيم في التاريخ الفلسطيني الحديث بسجن الفارعة الذي يقع عند مدخله، وقد أسسته سلطات الانتداب البريطاني في بدايات الثلاثينات على مساحة 55 دونمًا ليكون مركزا للشرطة، واستخدم معسكرا للجيش العراقي خلال حرب عام 1948، ثم بقي مركزًا للجيش الأردني حتى احتلال الضفة الغربية وقطاع غزة عام 1967.
استعملت سلطات الاحتلال المكان مركزا للتدريب، ثم حولته إلى مركز اعتقال وتحقيق في أوائل الثمانينيات، وعرف واحدا من أسوأ مراكز الاعتقال وأقساها، واصطلح على تسميته «المسلخ» نظرًا لعمليات التعذيب الوحشية التي تعرض لها المعتقلون الفلسطينيون فيه. في الوقت الحالي أعيد تأهيل المكان من وزارة الشباب والرياضة وتحويله لمركز شبابي ورياضي يحمل اسم الشهيد صلاح خلف (أبو إياد)، فيما اعتبر البعض التغييرات التي أحدثها التحويل على معالم المكان طمسا للذاكرة الوطنية الفلسطينية وطالبوا بالحفاظ عليه متحفا وشاهدا على جرائم الاحتلال.